# دیمیتار کوستوف
دیمیتار کوستوف (بلغاری: Димитьр Иванов Костов؛ زادهٔ ۲۷ ژوئیهٔ ۱۹۳۶) بازیکن فوتبال اهل بلغارستان بود.
از باشگاه‌هایی که در آن بازی کرده‌است می‌توان به اشاره کرد.
وی همچنین در تیم ملی فوتبال بلغارستان بازی کرده‌است.